# Jeune Bretonne à la cruche
Jeune Bretonne à la cruche est un tableau réalisé par le peintre français Paul Sérusier en 1892. De format vertical, cette huile sur toile est une scène de genre qui représente une jeune Bretonne portant une lourde cruche en terre cuite dans un paysage jonché de gros rochers. Elle l'a remplie à un point d'eau situé derrière elle à gauche, où l'on aperçoit deux autres femmes encore en train de puiser. Achetée auprès de Jacques Cellier en 1982, l'œuvre est conservée au musée des Beaux-Arts de Quimper, à Quimper, dans le Finistère.

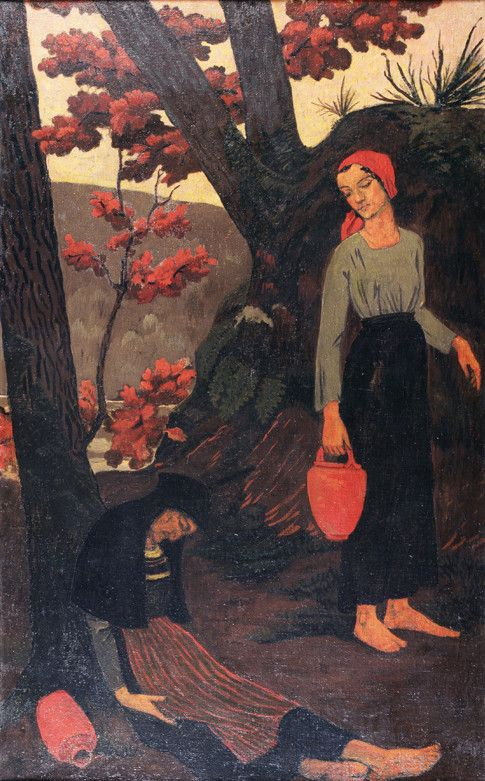
Les Porteuses d'eau, 1897 – Musée des Beaux-Arts de Brest, Brest.
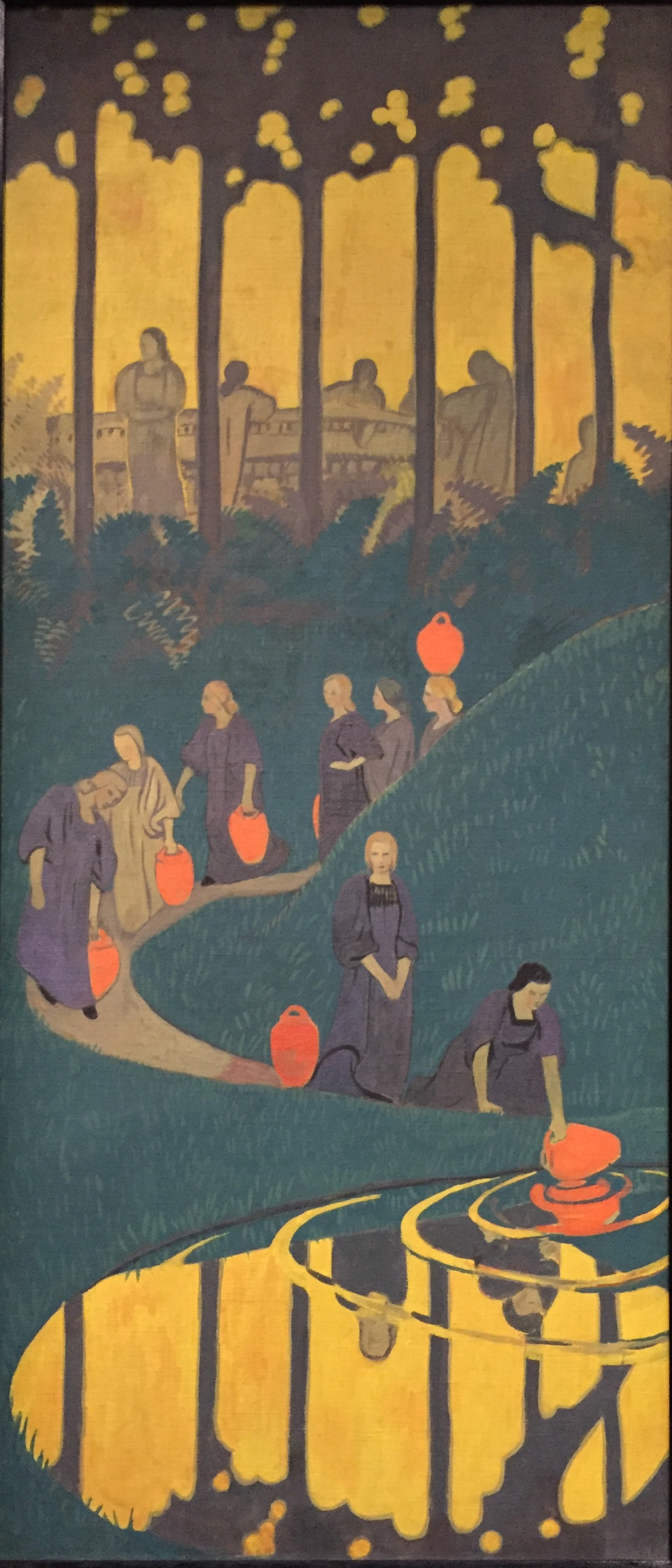
Femmes à la source, 1899 – Musée de Pont-Aven, Pont-Aven.